# Robert Mutzers
Robert Mutzers (ur. 6 kwietnia 1993 w Oosterhout, w prowincji Brabancja Północna) – holenderski piłkarz, grający na pozycji napastnika.

## Kariera piłkarska

### Kariera klubowa
Wychowanek klubu VV Dongen. W 2012 rozpoczął karierę piłkarską w barwach VV Dongen. Latem 2015 roku przeszedł do De Treffers. W lipcu 2017 został zaproszony do FC Dordrecht. 28 września 2018 podpisał kontrakt z Czornomorcem Odessa. 11 grudnia 2018 opuścił odeski klub. 10 stycznia 2019 został piłkarzem Kozakken Boys.